# Одного разу під Полтавою (сезон 7)
Сьомий сезон серіалу Одного разу під Полтавою, українського сіткому, який створено студією «Квартал-95» для телеканалу ТЕТ. Прем'єра відбулася 11 березня 2019. Студія «Drive Production» також займається продюсуванням Одного разу під Полтавою. Сезон містить 20 епізодів і виходив по 4 квітня 2019.

## У ролях
| - Ірина Сопонару в ролі Яринки. - Юрій Ткач в ролі Юрчика. - Віктор Гевко в ролі Віті (кума Юрчика і Яринки). - Олександр Теренчук в ролі Сашка (дільничого). - Анна Саліванчук в ролі Віри (продавчині сільмагу). - Олександр Данильченко в ролі діда Петра. | Другорядні дійові особи |

## Перелік серій
| Номер взагалі | Номер в сезоні | Назва           | Режисер        | Сценарист(и)                                               | Дата показу     |
| --- | -------------- | --------------- | -------------- | ---------------------------------------------------------- | --------------- |
| 109 | 1              | «Бугай»         | Андрій Бурлака | Ілля Дерменжі, Сергій Бібілов і Рустем Емірсалієв          | 14 березня 2019 |
| Яринку в магазині у Віри образив якийсь чоловік. Юрчик вирішив заступитися за дружину та розібратися по-чоловічому з хамом. Проте ним виявився величезний бугай Валера. Тому Юрчик вирішив піти на хитрість та задіяти для розправи кума і навіть поліцейського Сашка. |                |                 |                |                                                            |                 |
| 110 | 2              | «Гогольленд»    | Андрій Бурлака | Дар'я Кобякова                                             | 14 березня 2019 |
| Від нудьги у кума та Юрчика виник черговий геніальний бізнес-план! Цього разу вони вирішили у селі організувати «Гогольленд» — перший в Україні автентичний парк розваг. Для пошуку ідей розваг та атракціонів у «Гогольленді» Юрчик з кумом навіть прочитали усі твори Миколи Васильовича Гоголя.                                                                              |                |                 |                |                                                            |                 |
| 111 | 3              | «Кордон»        | Андрій Бурлака | Юрій Карагодін                                             | 15 березня 2019 |
| Яринка хоче, щоб її Юрчик був романтичним і ніжним з нею. А Юркові зараз не до пестощів. Ще й Сашко подарував Вірі романтичний вікенд у найдорожчому готелі Полтави "Полтава-Spa". Після цієї новини між Яринкою і Юрком пробігла чорна кішка. Пара сильно посварилася і навіть поділила територію. Здається, їх уже нічого не примирить..                                      |                |                 |                |                                                            |                 |
| 112 | 4              | «Зрада»         | Андрій Бурлака | Ілля Дерменжі, Сергій Бібілов і Рустем Емірсалієв          | 15 березня 2019 |
| Юрчик прокинувся один у сараї після бурхливої ночі, і побачив у себе на сорочці локон темного волосся. Що було напередодні, Юрчик не пам'ятає. Про свою історію він одразу ж розповів куму. А той, згадавши, як колись дивився фільм "Згадати все", порадив Юрчику пережити стрес. Це ніби має допомогти йому згадати, що ж сталося з ним у сараї тієї ночі.                    |                |                 |                |                                                            |                 |
| 113 | 5              | «Кіт»           | Андрій Бурлака | Олександр Кушнаренко та Валентин Іванов                    | 18 березня 2019 |
| У селі померла баба Нюра. Жінка була самотньою, тому у заповіт вписала усіх жителів Підполтавщини. Діду Петру як її першому коханню вона заповіла сарай, Віті — останню пенсію у 5 000 грн, а Юркові — кота Мурчика. |                |                 |                |                                                            |                 |
| 114 | 6              | «М'яч»          | Андрій Бурлака | Дмитро Чивурін і Петро Чивурін                             | 18 березня 2019 |
| Яринка попросила Юрчика сходити за продуктами, а він повернувся додому з м'ячиком для гольфу. Виявляється, біля того магазину відкрився гольф-клуб. На честь відкриття перехожим роздавали м'ячики з номерами для участі у розіграші суперпризу. Юрчик упевнений, що його м'ячик під номером 7 — щасливий.                                                                      |                |                 |                |                                                            |                 |
| 115 | 7              | «Посуха»        | Андрій Бурлака | Євген Косніковський                                        | 19 березня 2019 |
| В Україні в зв’язку із аномальною спекою ввели надзвичайний стан. А у кума знову виник грандіозний бізнес-план, як заробити гроші, поки в країні посуха. Він запропонував Юрчику згадати уроки хімії та зі спирту добути дистильовану воду шляхом випарювання. До того ж у Віри саме в цей час знижка на горілку 50%.                                                           |                |                 |                |                                                            |                 |
| 116 | 8              | «Обмін тілами»  | Андрій Бурлака | Юрій Карагодін                                             | 19 березня 2019 |
| Після сварки Яринка та Юрчик прокидаються на ранок у тілах одне одного. Чи зможе Яринка у тілі Юрчика допомогти куму полагодити самогонний апарат? Чи Юрчик у тілі Яринки зможе зробити красивий манікюр для Віри? |                |                 |                |                                                            |                 |
| 117 | 9              | «Телескоп»      | Андрій Бурлака | Олександр Кушнаренко та Валентин Іванов                    | 19 березня 2019 |
| Юрчик попросив кума замовити на китайському сайті телескопічну вудку для риболовлі. Але неуважний кум замість спінінга замовив телескоп. І мало того, що хлопцям прийшов непотрібний товар, Юрчик зняв на нього із золотої картки Яринки усі гроші. |                |                 |                |                                                            |                 |
| 118 | 10             | «Вегетеріанець» | Андрій Бурлака | Віктор Гевко                                               | 20 березня 2019 |
| Яринці набридло усі гроші витрачати Юрку на м'ясо, адже чоловік дуже перебірливий і хоче їсти м'ясне на сніданок, обід і вечерю. Через це Яринка змушена відмовитися від нових суконь. І це при тому, що у хліві сидить свиня Кльопа, яка пережила вже три Великодні. Яринка поставила перед Юрчиком ультиматум: або він пускає Кльопу на котлети, або відмовляється від м'яса. |                |                 |                |                                                            |                 |
| 119 | 11             | «Підкидьок»     | Андрій Бурлака | Олександр Кушнаренко та Валентин Іванов                    | 20 березня 2019 |
| Яринці та Юрчику на подвір’я підкинули малюка з запискою. У листі від Наташі написали: «Сам зробив – сам виховуй». Яринка подумала, що Юрчик їй зрадив, зібрала речі та покинула його з дитиною. |                |                 |                |                                                            |                 |
| 120 | 12             | «ЗОЖ»           | Андрій Бурлака | Аліна Гордієнко, Олександра Машлятіна і Анастасія Оруджова | 21 березня 2019 |
| Яринка вкрай занепокоєна здоров'ям Юрчика. Через те, що чоловік харчується чим заманеться та коли захочеться, у нього з'явилася зайва вага. Після того, як під його вагою зламалося ліжко та порвалися штани, Яринка вирішила діяти негайно, а зміни робити кардинальні. З цього дня Юрчик і Яринка починають вести здоровий спосіб життя.                                      |                |                 |                |                                                            |                 |
| 121 | 13             | «Танці»         | Андрій Бурлака | Дмитро Чивурін і Петро Чивурін                             | 25 березня 2019 |
| Юрчик з кумом грали в карти на бажання, виграв кум. Спочатку Вітя хотів, щоб Юрчик тиждень жив разом з Кльопою. Але по телевізору якраз почалася реклама, і він дізнався про танцювальне шоу, яке пройде у Полтаві: "Танці без зірок". Юрчик змушений брати участь у шоу, аби закрити картковий борг перед кумом.                                                               |                |                 |                |                                                            |                 |
| 122 | 14             | «Ремонт»        | Андрій Бурлака | Аліна Гордієнко, Олександра Машлятіна і Анастасія Оруджова | 26 березня 2019 |
| Хата Яринки і Юрчика давно не бачила ремонту. Востаннє його робив ще Яринчин дід. Величезні щілини між вікнами, тріщини на стінах, пліснява. І хоча Юрчик переконує дружину, що ремонт добра в сім'ю не принесе, Яринка вимагає почати його негайно. |                |                 |                |                                                            |                 |
| 123 | 15             | «Натурщики»     | Андрій Бурлака | Олександр Кушнаренко та Валентин Іванов                    | 27 березня 2019 |
| У полтавське село приїхала відома столична художниця робити етюди. Вона не лише малює випадкових перехожих, а й платить їм. Кум з Юрчиком довідалися, що художниця також шукає селянина, щоб написати з нього картину у стилі ню, і пропонує за це великі гроші. Тепер у селі ведеться боротьба між Юрчиком, кумом і дільничим за гроші, а їхні дружини перешкоджають цьому.    |                |                 |                |                                                            |                 |
| 124 | 16             | «Травма»        | Андрій Бурлака | Віктор Гевко                                               | 28 березня 2019 |
| Яринка у Полтаві на ринку зламала ногу, послизнувшись на шкірці від банана, коли бігла купувати кофтинку. Тож тепер усю хатню роботу має робити Юрчик. У свою чергу кум вважає, що Яринка симулює травму, аби «припахати» Юрчика. Тому вони вигадують спосіб, щоб змусити Яринку стати на хвору ногу.                                                                           |                |                 |                |                                                            |                 |
| 125 | 17             | «Привид»        | Андрій Бурлака | Віктор Гевко                                               | 1 квітня 2019   |
| Кум знайшов хороший нічийний кабель і розповів про це Юрчику. Юрчик, звісно ж, захотів привласнити знахідку собі. Виявилося, що кабель сусідський та ще й під напругою. Як результат, у всьому селі зникло світло, а Юрчик став привидом. |                |                 |                |                                                            |                 |
| 126 | 18             | «Репутація»     | Андрій Бурлака | Олександр Кушнаренко та Валентин Іванов                    | 2 квітня 2019   |
| Юрчик з кумом захотіли опанувати новий метод — підводну електрозварку. Вибух карбіду в річці порозлякував сусідських корів, і вони затоптали усім селянам городи. Щоб врятувати свою репутацію перед односельцями та Яринкою, яка дуже розізлилася на чоловіка, Юрчик і Вітька вирішують накрити стіл і задобрити усіх їжею.                                                    |                |                 |                |                                                            |                 |
| 127 | 19             | «Скайнет»       | Андрій Бурлака | Євген Пилипенко                                            | 3 квітня 2019   |
| Кум нещодавно був у Полтаві і зустрів там одного знайомого. Той дав йому протестувати сучасну систему "Розумний будинок", якою торгує у переході. Кум подумав, що найкраще перевіряти такі сумнівні прилади у Юрчиковій хаті. Але коли Юрко почув, що після тестування можна залишити дорогий пристрій собі, вирішив не відмовлятися.                                           |                |                 |                |                                                            |                 |
| 128 | 20             | «Ворожіння»     | Андрій Бурлака | Ілля Дерменжі, Сергій Бібілов і Рустем Емірсалієв          | 4 квітня 2019   |
| Карти показали, що Дама забере Валета. Саме так Віра наворожила Яринці. Отже це означає, що у Юрчика з’явиться молода, красива жінка, котра відіб’є його у Яринки. Тому тепер вона з пересторогою ставиться до чоловіка та перевіряє усіх, хто приходить до Юрчика. |                |                 |                |                                                            |                 |